# Station Crewkerne
Crewkerne is een spoorwegstation van National Rail in Crewkerne, South Somerset in Engeland. Het station is eigendom van Network Rail en wordt beheerd door South Western Railway. Het station is Grade II listed.

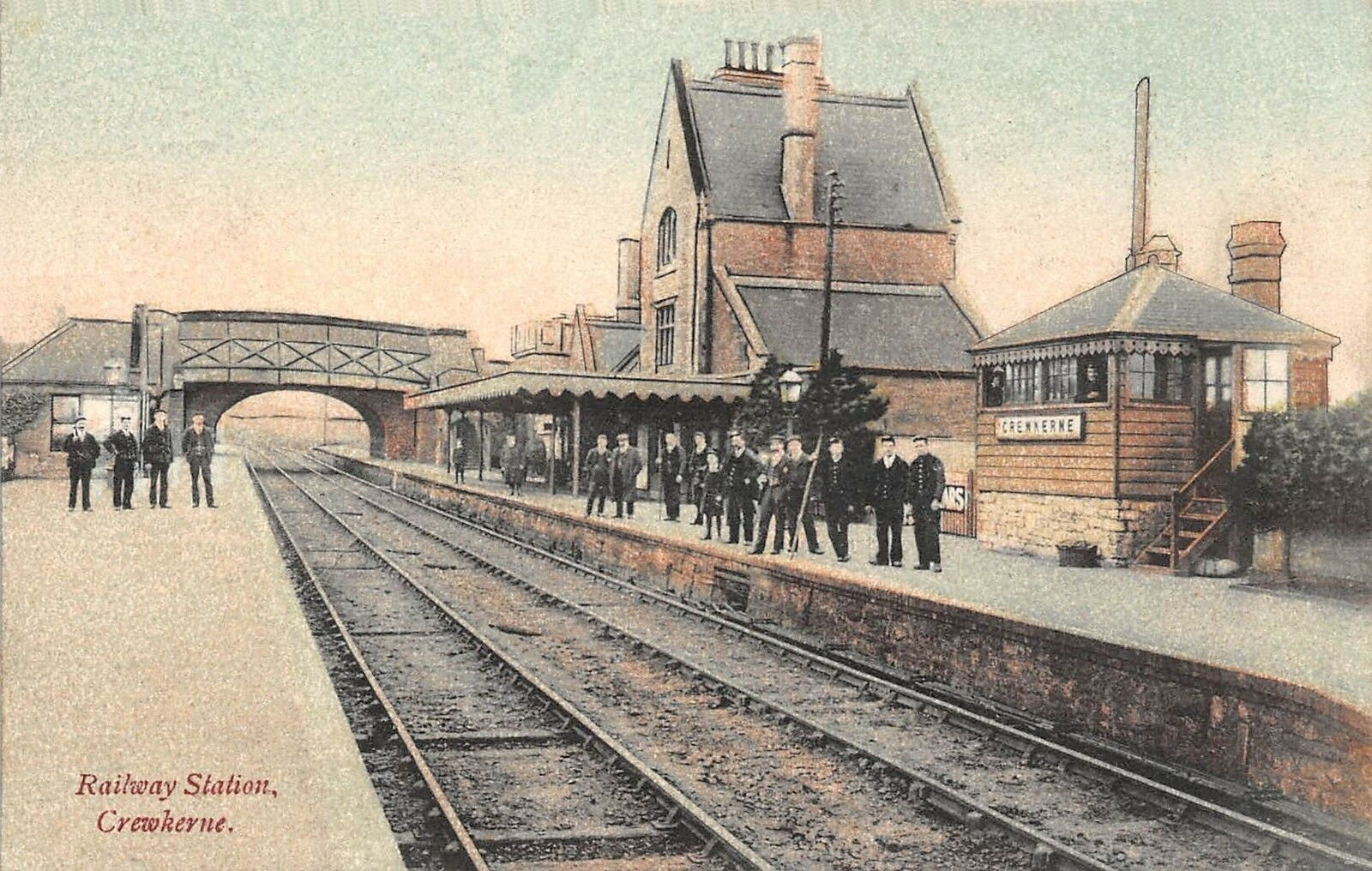
Station Crewkerne, circa 1905